# کارلوس مارتینز (بازیکن فوتبال، زاده ۱۹۸۶)
کارلوس مارتینز (انگلیسی: Carlos Martínez؛ زادهٔ ۹ آوریل ۱۹۸۶) بازیکن فوتبال اهل اسپانیا است.
از باشگاه‌هایی که در آن بازی کرده‌است می‌توان به باشگاه فوتبال رئال اویدو و باشگاه فوتبال رئال سوسیداد اشاره کرد.
وی همچنین در تیم ملی فوتبال باسک بازی کرده‌است.